# ハウスこども劇場
ハウスこども劇場（ハウスこどもげきじょう）は、1978年10月 - 1983年2月にかけて、テレビ朝日系列に断続的に設けられていた、ハウス食品工業（現：ハウス食品）1社提供による子供向けテレビドラマ枠。
放送時間は、1978年10月から1980年3月までは毎週日曜9:30 - 10:00、1980年9月から1983年2月までは毎週火曜19:30 - 20:00（いずれもJST）。

## 概要
便宜上、項目名は『ハウスこども劇場』としているが、後述の通り放送期間中に度々枠名が変更されており、放送末期に複数社提供体制に移行してからは、ハウスの名を除いた『こども傑作シリーズ』とされた。
ハウス食品が「家のマーク」（現在は「h」マーク）を社紋にしていた1980年までは、番組開始時にオープニングキャッチが設けられていた。内容は丘の上にある一件の家が映され、その家が「家のマーク」に変わるアニメーションに、「この番組は、家のマークでお馴染みのハウス食品工業の提供でお送り致します。」というナレーションを合わせたもので、マーク変更後はナレーションも「楽しい家庭料理で世界を広げるハウス食品の提供でお送りします。」へと変更された。このオープニングキャッチは『こども名作劇場』への改題に伴って廃止され、以降はオープニングの終了後に提供クレジットが表示される形式に移行した。

## 放送された主な作品

### ハウス子供おはなし劇場
1980年9月2日 - 1981年3月24日
放送再開に際し、枠名をそれまでの「ハウスこども劇場」より改題。BBCが制作した、「世界の名作」を中心に放送された。
進行役として、当時ハウス食品のCMに出演していた西城秀樹と河合奈保子が進行役として起用された。西城と河合は本編のオープニングとエンディングに顔出し出演。エンディングでは「ナーイナイ」がキャッチフレーズだった。
- ピノキオの大冒険
- 雪の女王
- ポリアンナ
- アルプスの少女ハイジ
- マーガレット物語

### ハウスこども名作劇場
1981年4月7日 - 1982年3月9日
- アンデルセンの人魚姫（1981年4月7日）
- 眠り姫（4月14日）
- バラになったお姫様（4月28日）
- 子どもの日スペシャル・ヘレン・ケラー物語・愛と光の天使（5月5日）
- クラムの魔法使いと凍ったお城（5月12日）
- 魔法の透明マント（5月19日）
- 女王様のロボット（5月26日）
- お姫様とハリネズミ（6月2日）
- 不思議な魔法の薬（6月9日）
- まぬけな魔法使い（6月23日）
- ずるい王様と大きなマント（6月30日）
- ソロモン王の指輪（7月7日）
- 王様と不思議なゴリラ（7月14日）
- 北風に消えたバラ姫（7月21日）
- ピーターとガチョウの金の卵（7月28日）
- 王様と泥棒の知恵比べ（8月4日）
- 恐竜の城とお姫様（8月11日）
- 子象と幸せのねずみ（8月18日）
- 悲しい鼻のお姫様（8月25日）
- 魔法の音楽パズル（9月8日）
- ひげの乞食とわがままなお姫様（9月22日）
- 笑いを忘れたお姫様（10月6日）
- 王女様と人形姫（10月20日）
- 双子の王子と悪魔の囁き（10月27日・11月3日・11月10日・11月17日）
- 若葉の天使キジー（11月24日・12月1日・12月8日）
- マッチ売りの少女（12月15日）
- アニメスペシャル・愛のクリスマスプレゼント・小さなラブレター・まり子とねむの木の子供たち（12月22日。20:54までの90分番組として放送）
- 黒馬物語（1982年1月5日・1月12日・1月19日・1月26日・2月2日・2月9日・2月16日・2月23日・3月3日・3月9日）

### こども傑作シリーズ
1982年3月16日 - 1983年2月22日。
現代創作児童文学を原作とした、1話完結の作品を中心に放送。ドラマ制作を東映が手がけていたことから、東映東京撮影所周辺でのロケも多く見られ、『チョコレート戦争』では大泉学園に実在する洋菓子店のナカタヤ（中田家）が、店名もそのままに登場している。
この時期にはストーリーテラーとして、木内みどり（肩書は「おはなし」…「薫は少女」では結婚式に臨む姉・幸子の着付けを担当する役など、本編のオープニングとエンディングに顔出し出演。エンディングでは右腕を頭の後ろに回して「さよなら～」と手の平を動かす独特の挨拶をしていた）が1982年9月まで起用され、木内の降板後には岸田今日子（肩書は「語り手」…顔出し出演なし）が後任を務めた。
- 3月16日　「宿題引き受け株式会社」原作：古田足日　脚本：秋田佐知子　監督：山際永三
- 3月23日　「チョコレート戦争」原作：大石真
- 3月30日　「東京から来た女の子」原作：長崎源之助
- 4月6日　「行け！少年探偵団」原作：砂田弘
- 4月13日　「この犬を探してください」
- 5月4日　「キャプテンはつらいぜ」原作：後藤竜二
- 5月11日　「四年三組のはた」原作：宮川ひろ
- 5月18日　「それ行け！ズッコケ三人組」原作：那須正幹
- 5月25日　「太った君とやせた僕」
  - 太っちょのタイチ　加藤剛
  - チビのマサキ　谷村隆之
  - タイチの父　なべおさみ
  - ユカリ　滝奈々
- 6月1日　「おかあさんのつうしんぼ」原作：宮川ひろ　脚本：田口成光　
  - 夕子　水沢眞子
  - 小学校教員をしている母　岩倉高子
  - 自閉症の美佐　菊地寛子
- 6月15日　「水色のジュン　怒りの変身の女」原作：中島信子　脚本：鷺山京子　監督：山際永三
  - ジュン　牛崎照美
  - ジュンの母　真屋順子
  - 無口で暗い少年・洋　堀田秀康
- 6月22日　「ガキ大将行進曲」　原作：塩沢清　
  - 田舎から来た転校生・幸太　大谷輝彦
  - 影が薄くなったガキ大将　杉本浩一
- 6月29日　「UFOに乗ってきた女の子」原作：さねとうあきら　脚本：横田与志　監督：小山幹夫
  - 養護施設に入園したミミ　井沢明子
  - マコト　浜田研一郎
- 7月6日　「泣き虫魔女先生」（前編）原作：浅川じゅん　脚本：中島信昭　監督：小山幹夫
  - 新卒の女性教諭・永野先生　斉藤とも子
  - ヤチ　谷村隆之
  - 足が不自由なテツヤ　玉木潤
- 7月13日　「泣き虫魔女先生」（後編）
- 7月20日　「5年2組の宿題戦争」原作：浜野卓也　脚本：田口成光　監督：小山幹夫
- 7月27日　「人魚がくれたさくら貝」原作：長崎源之助　脚本：秋田佐知子　監督：山際永三
  - サチコ　黒木しのぶ
  - テツジ　吉野広昭
  - シンキチ　池田進
  - 母スズエ　北林早苗
  - 祖母タケ　三戸部スエ
- 8月3日　「ズッコケ心霊学入門・探検お化け屋敷」原作：那須正幹　脚本：中島信昭　監督：山際永三
  - ハチベエ　橋満耕司　
  - 年下の転校生・浩介　塩見健治
  - 心霊研究家　仲谷昇
- 8月10日「行け　少年探偵団Ⅱ・消えた父親を探せ」原作：砂田弘
  - カオル　牛崎照美
  - 健　鈴木敏基
  - 京二　剣弘紀
  - いじめられっ子・雪子　山岡まゆ子
- 8月17日「キャプテン　らしく行こうぜ」原作：後藤竜二
  - エース吉野　柿原栄一
  - キャプテン　ユー君　長田恒義
  - ツッパリ秀治　大集清史
- 8月24日「わたしのママはしずかさん」原作：角野栄子
  - しずか　野川由美子
  - おとうさん　山本耕一
- 8月31日「おじさんは原始人だった」原作：大原興三郎
  - 兄・勇気　斉藤高広
  - 弟・元気　柴田一幸
  - 汚れた布をまとった男　朝比奈尚行
- 9月7日「薫は少女・おてんば娘は正義感編」原作：中島信子　
  - 幸子　竹井みどり
  - 妹・薫　渡辺有紀子
- 9月14日「薫は少女・燃え尽きた18年編」
  - 妹・薫　林紀恵
- 9月21日「算数病院事件」　原作：後藤竜二
  - 成績優秀な秀夫　上野郁巳
  - 勉強が出来ない鉄二　大小原繁
  - 秀夫の母　西川ひかる
- 9月28日「ぼくのおやじ　消えた子ども部屋」原作：吉田とし　
  - 達夫　渡辺章
  - おやじ　新克利
- 11月2日「ズッコケマル秘大作戦」原作：那須正幹　
  - ハチベエ　橋満耕司
  - ハカセ　伊藤彰憲
  - 美少女マコ　塩月徳子
- 11月9日「おとうさんのつうしんぼ」原作：宮川ひろ
  - 佑子　泊口真紀子
  - 父・康夫　山本紀彦　
  - 母・恵子　ひし美ゆり子
- 11月16日「キャプテンがんばる　ボロ猫・優勝かも！？」原作：後藤竜二
  - 最下位野球チームキャプテン・ユーくん　長田恒義
  - ニカちゃん　塩見憲治
  - 洋太　藤森政義
- 11月23日「おにのような女の子・家出はつらいよ」
- 11月30日「僕は小さなカメラマン」原作：久保喬
  - 写真家の父・和男　望月太郎
  - 信吾　斉藤芳之
  - アケミ　相川佳子
  - 木山君の母　大井小町
- 12月7日「もしもし、こちらオオカミ」原作：上野瞭[2]
  - 漫画家志望の和子　片岡みえ
  - 万引き男・寮太　山谷初夫
- 12月14日「星から来た大泥棒・発明塾バンザイ」原作：手島悠介
  - ノボ　三須志雄
  - 絵字村先生　朝比奈尚行
- 12月21日「行け！少年探偵団Ⅲ・盗まれた答案用紙」原作：砂田弘
  - 健　鈴木敏基
  - 京二　剣弘紀
  - 野村先生　平井一幸
  - 守　富井克則
  - カオル　牛崎照美
  - 和夫　畔上親
- 1983年1月11日「さようなら　うみねこ」
  - 修一　谷村隆之
  - 転校生・海野ミネ子　菊地寛子
- 1月18日「先生しごいたる！モヤシ先公の変身」原作：肥田美代子
  - 徳川先生　古代一平
  - 徳川先生の母　東恵美子
  - 公平　吉田英樹
- 1月25日「あんぱん110番・お父さんの味は日本一」原作：槻野けい
  - 転校生ルミ　中村和泉
  - テツオ　末吉巧
  - パン屋の父　はせさん治
- 2月8日「バレンタインの贈り物・父と子の涙」
- 2月15日「ぼくのとんちんかん・熊撃ちじいさんの夢」
- 2月22日「お母さんの生まれた家・母と子の再会」
  - 利行　坂詰貴之
  - 母　上村香子
  - 母の実家の少年　中村久光

## 主題歌
『こども名作劇場』時代
- 「夕陽のメロディー」

作詞 - 竜真知子 / 作曲 - 馬飼野康二 / 歌 - かおりくみこ
日本コロムビアから発売。当時のジャケットに書かれている題名には、「ハウス」の冠は省かれていた。
『こども傑作シリーズ』時代
- 「ぼく・ボール」

作詞 - 保冨康午 / 作曲 - タケカワユキヒデ / 歌 - 日高美子&ザ・ジョイフル
これもコロムビアから発売。